# Romuald Puzyrewski
Romuald Puzyrewski (ur. 3 marca 1935 w Brasławiu, zm. 22 marca 2016 Gdańsku) – profesor Instytutu Maszyn Przepływowych PAN, Politechniki Gdańskiej, specjalista z aerodynamiki turbin, metod ich projektowania, mechaniki płynów, maszyn wirnikowych.

## Działalność naukowa i zawodowa
Absolwent Liceum Ogólnokształcącego w Łobzie (1952). Od 1952 studiował na Politechnice Gdańskiej, początkowo na Wydziale Mechanicznym, a od 1953 na Wydziale Budowy Okrętów, którą ukończył w 1958 jako mgr inż. budownictwa okrętowego, specjalność: turbiny parowe. Na Wydziale Budowy Okrętów Politechniki Gdańskiej uzyskał doktorat (1963) i habilitację (1969), w 1973 tytuł profesora nadzwyczajnego, a w 1989 profesora zwyczajnego. W latach 1958–1994 pracował w Instytucie Maszyn Przepływowych PAN w Gdańsku, będąc kierownikiem Pracowni Przepływów Dwufazowych (1970–1985) oraz wykładowcą na Politechnice Szczecińskiej (1964–1970). Odbył 2 staże naukowe: w Uniwersytecie Technicznym (Katedra Hydrodynamiki) w Sankt Petersburgu (1962) oraz w Instytucie Maszyn Przepływowych w Kalifornijskim Instytucie Technologicznym – CALTECH w Pasadenie (1963–1964).
W latach 1975–2005 pracował na Politechnice Gdańskiej, będąc kierownikiem Katedr: Turbin Wodnych i Pomp (1984–1992), Maszyn Wirnikowych i Mechaniki Płynów (1992–2005); organizatorem, wykładowcą i kierownikiem Środowiskowego Międzywydziałowego Studium Doktoranckiego: „Współczesne technologie i konwersja energii” Wydziału Mechanicznego oraz Wydziałów: Oceanotechniki i Okrętownictwa i Fizyki Technicznej i Matematyki Stosowanej), a także Instytutu Maszyn Przepływowych PAN (1996-2005). Twórca polskiej szkoły naukowej aerodynamiki turbin. Konsultant koncernów: Brown Boveri (1980–1981), Asea Brown Boveri w Szwajcarii (1989–1995).
Był promotorem 10 doktorów oraz autorem ponad 170 publikacji, w tym 3 książek i 2 skryptów, m.in.: Podstawy teorii maszyn wirnikowych w ujęciu jednowymiarowym, wyd. Ossolineum, Warszawa-Kraków-Wrocław 1992; Podstawy mechaniki płynów, wyd. Politechnika Szczecińska, Szczecin 1970; Podstawy mechaniki płynów i hydrauliki, wyd. 1, PWN, Warszawa 1987 (współautor: Jerzy Sawicki); twórcą bądź współtwórcą 8 patentów polskich i 1 europejskiego: Układ zasilania turbiny parowej (1993).
Autor licznych wdrożeń dla przemysłu energetycznego w Polsce, w tym koncepcji konstrukcyjnej kierowniczej łopatki powłokowej z odsysaniem wody.  
Uczestniczył w projekcie stworzenia i opatentowania łopatki kierowniczej z lotką do regulacji masowego natężenia przepływu w stopniu adaptacyjnym turbiny 25 MW w Elektrociepłowni II w Łodzi. Był współtwórcą konstrukcji łopatki wirnikowej wdrożonej w elektrowni Mertaniemi w Finlandii.
Członek organizacji naukowych i społecznych: Komitetu Mechaniki Płynów PAN, Gdańskiego Towarzystwa Naukowego, Polskiego Towarzystwa Mechaniki Teoretycznej i Stosowanej, Związku Nauczycielstwa Polskiego.

## Ordery, odznaczenia, nagrody
- Nagroda im. Stefana Drzewieckiego Wydziału IV Nauk Technicznych PAN (1966)
- Krzyż Kawalerski Orderu Odrodzenia Polski (1994)
- Złoty Krzyż Zasługi (2011)